# 特里尼
特里尼（法語：Trigny，法語發音：[tʁiɲi]）是法国马恩省的一个市镇，位于该省西北部，属于兰斯区。

## 地理
特里尼（49°18'9"N, 3°53'44"E）面积12.21 平方千米，位于法国大東部大區马恩省，该省份为法国东北部内陆省份，北起阿登省，西北接埃纳省，西南接塞纳-马恩省，南至奥布省，东南接上马恩省，东临默兹省。
与特里尼接壤的市镇（或旧市镇、城区）包括：韦勒河畔沙隆、舍奈、埃蒙维尔、米宗、佩维、普鲁伊。

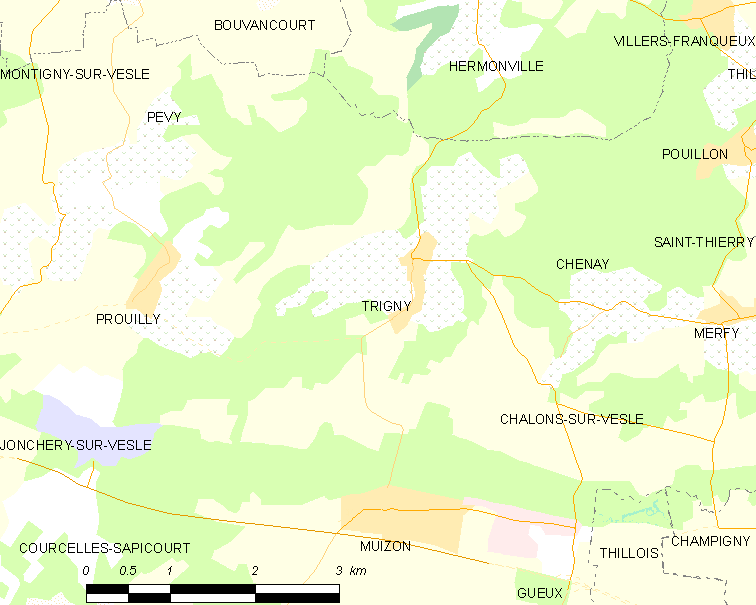
特里尼的OSM定位图

特里尼的时区为UTC+01:00、UTC+02:00（夏令时）。

## 行政
特里尼的邮政编码为51140，INSEE市镇编码为51582。

## 政治
特里尼所属的省级选区为菲姆-兰斯山县。

## 人口

1962-2008年间特里尼人口变化图示

特里尼于2022年1月1日时的人口数量为613人。